# Konventionen om förbud mot och omedelbara åtgärder för att avskaffa de värsta formerna av barnarbete
Konventionen om förbud mot och omedelbara åtgärder för att avskaffa de värsta formerna av barnarbete , också känd som Konventionen om de värsta formerna av barnarbete, antogs av Internationella arbetsorganisationen 1999 som ILO-konvention nr 182. 
Konventionen syftar till att avskaffa de värsta formerna av barnarbete, däribland slaveri och slaveriliknande förhållanden, sexuella övergrepp mot barn, prostitution, medverkande i pornografi och handel med droger. Den är en av ILO:s åtta kärnkonventioner. 
I augusti 2020 hade ILO:s samtliga 187 medlemsstater ratificerat konventionen. Konventionen är en del av FN:s arbete med att utrota barnarbete till år 2016.